# Neurophyseta interruptalis
Neurophyseta interruptalis là một loài bướm đêm trong họ Crambidae.